# Décès en 1155
Décès
- 1151
- 1152
- 1153
- 1154
- 1155
- 1156
- 1157
- 1158
- 1159

Cette page dresse une liste de personnalités mortes au cours de l'année 1155 :
- 1er janvier : Mathieu Ier de Beaumont-sur-Oise, comte et seigneur de Beaumont-sur-Oise, Grand chambrier de France, puis moine au monastère du prieuré de Saint Léonor se trouvant dans l'enceinte de son château.
- 15 mars :  Conrad de Bavière, religieux catholique allemand d'origine italienne.
- 4 juin : Baudouin de Reviers, 1er comte de Devon.
- 8 juin : Fujiwara no Akisuke, poète et courtisan kuge de la fin de l'époque Heian.
- 18 juin : Arnaud de Brescia, réformateur religieux italien.
- 22 août : Konoe, 76e empereur du Japon.

- Gerardo Caccianemici, cardinal italien.
- Roger FitzMiles, 2e comte d'Hereford.
- Gautier Granier, seigneur de Césarée.
- Geoffroy de Monmouth, évêque et historien anglo-normand au service du roi Henri Ier d'Angleterre, écrivant en langue latine et familier du monastère de Glastonbury.
- Gérard de Namur, cardinal-diacre de Sainte-Marie in Via lata (Rome).
- Gilduin de Saint-Victor, abbé puis prieur de Saint-Victor de Paris.
- Maredudd ap Gruffydd, prince de Deheubarth.
- Minamoto no Yoshikuni, samouraï.
- Qin Hui, Premier ministre de Chine.
- Richard de Lingèvres, chevalier normand de la région de Bayeux qui s'expatria en Italie méridionale où il se mit au service au roi Roger II de Sicile.
- Sigurd II de Norvège, co-roi de Norvège.
- Zacharie de Besançon, ou Zacharias Chrysopolitanus, directeur de l'école de la cathédrale Saint-Jean de Besançon avant de rejoindre l'ordre des Prémontrés à l'abbaye Saint-Martin de Laon.

## Crédit d'auteurs
- Cet article est partiellement ou en totalité issu de l'article intitulé « 1155 » (voir la liste des auteurs).